# The Fury of Our Maker's Hand
The Fury of Our Maker's Hand je drugi studijski album američkog groove metal sastava DevilDriver, objavljen 28. lipnja 2005.

## O albumu
Album se nalazio na 117. mjestu Billboard top ljestvice, s prodanih 10.402 primjeraka.
 Za pjesmu "Hold Back the Day" je snimljen spot. Iduće godine je objavljeno i posebno izdanje, sa šest dodatnih pjesmi te DVD s četiri spota. 

## Popis pjesama
| 1.    | »End of the Line«              | 5:03 |
| 2.    | »Driving Down the Darkness«    | 3:53 |
| 3.    | »Grinfukced«                   | 3:32 |
| 4.    | »Hold Back the Day«            | 4:14 |
| 5.    | »Sin & Sacrifice«              | 5:04 |
| 6.    | »Ripped Apart«                 | 4:11 |
| 7.    | »Pale Horse Apocalypse«        | 4:13 |
| 8.    | »Just Run«                     | 4:15 |
| 9.    | »Impending Disaster«           | 4:09 |
| 10.   | »Bear Witness Unto«            | 4:05 |
| 11.   | »Before the Hangman's Noose«   | 3:52 |
| 12.   | »The Fury of Our Maker's Hand« | 4:51 |
| 51:12 |                                |      |

## Posebno izdanje

### Bonus pjesme
1. "Unlucky 13" – 4:06
2. "Guilty as Sin" – 3:06
3. "Digging Up the Corpses" – 3:53
4. "I Could Care Less" (uživo) – 3:43
5. "Hold Back the Day" (uživo) – 4:25
6. "Ripped Apart" (uživo) – 4:29

### DVD
1. "End of the Line" (spot)
2. "Hold Back the Day" (spot)
3. "I Could Care Less" (spot)
4. "Nothing's Wrong" (spot)